# 林中村 (石川県)
林中村（はやしなかむら）は、石川県石川郡に存在した村。
村名の由来は、この地が中世は「中村郷」、江戸時代には「林郷（林組）」と呼ばれていたことから、この両者の名を合成した。

## 地理
- 現在の白山市の北部、旧・松任市においては南東部に位置。
- 当時はワラ製品などの生産、養鶏、醸造業なども行われていた。
- 河川など：郷用水、中村用水、菅波用水

## 歴史
- 1881年（明治14年） - 館村が田地村、二口村が上二口村に名称を変更する。
- 1889年（明治22年）4月1日 - 町村制の施行により、菅波村、乙丸村、坊丸村、田地村、今西村、木津（こうづ）村、上二口村、平松村及び剣崎村の区域をもって、林中村が発足する。
- 1893年（明治26年） - 田地小学校、安養寺小学校、平松小学校の3校統合により乙丸小学校が創立。
- 1894年（明治27年） - 乙丸小学校が林中小学校と改称。
- 1912年（明治45年 - 大正元年） - 耕地整理を実施。
- 1940年（昭和15年） - 平松の区域の内、飛地の区域及び今西の区域が統合して、今平となる。
- 1954年（昭和29年）11月3日 - 松任町、旭村、中奥村、林中村、一木村、出城村、御手洗村、宮保村、笠間村、柏野村及び石川村が合併して、改めて松任町が発足する。9大字は松任町の町名に継承。

## 教育
- 林中村立林中小学校

（松任町合併後は松任町立。1970年（昭和45年）4月1日に山島小学校と統合し、松任町立東南小学校（現・白山市立松南小学校）が創立されたため閉校。校舎は1972年（昭和47年）3月末まで東南小学校林中教場として存続）